# Mỹ học
Mỹ học, cách gọi thông dụng là thẩm mỹ, là bộ môn khoa học có tính lý thuyết về sự nhận thức và thưởng thức cái đẹp trong thiên nhiên, trong nghệ thuật và trong xã hội.
Thuật ngữ này là một phát kiến của triết gia người Đức Alexander Baumgarten, dùng để đặt tên cho tác phẩm Aestheticä (Mỹ học) của ông (1750–1758). Ông dùng từ "mỹ học" cho lý thuyết về nghệ thuật tự do hay khoa học về cái đẹp nhận thức được.
Trong quá trình sử dụng và nghiên cứu, định nghĩa từ "mỹ học", người ta ví mỹ học như cái cây có nhiều cành và luôn luôn phát triển vì mỹ học luôn tồn tại trong xã hội, trong thiên nhiên và nghệ thuật.
Người ta đã tranh luận nhiều về phạm vi và sự hữu ích của từ này. Trong thế kỷ 20, từ này được coi có nghĩa rộng hơn lý thuyết mỹ thuật bởi nó bao hàm cả lý thuyết về cái đẹp cụ thể trong tự nhiên và cái đẹp trừu tượng, ví dụ vẻ đẹp tinh thần hay trí tuệ – tuy nhiên cái đẹp đó phải là đối tượng cho sự nghiên cứu triết học hay khoa học.
Những người đi đầu trong ngành Mỹ học: phương Tây có Aristotle, Platon, Hegel, Kant, Mỹ học dân chủ Nga,... Phương Đông: Lão Tử, Khổng Tử

## Quan điểmbiện chứngvềcái đẹpvànghệ thuật
Nghệ thuật là nơi cao nhất tập trung mối quan hệ thẩm mĩ của con người đối với hiện thực. Nói đến nghệ thuật là nói đến cái đẹp. Cái gì không đẹp không thể là nghệ thuật. Cái đẹp gắn bó chặt chẽ với nghệ thuật nhưng đây là hai phạm trù khác nhau.
- Cái đẹp là phạm trù chỉ những giá trị thẩm mĩ tồn tại khắp mọi nơi: trong thiên nhiên, trong xã hội, trong con người, trong những sản phẩm vật chất và tinh thần của con người và cả trong nghệ thuật. Cái đẹp tổng thể bao gồm cái đẹp bên trong và cái đẹp bên ngoài là phạm trù trung tâm và cơ bản của mỹ học. Cái đẹp, về gốc gác cơ sở đánh giá, có liên quan mật thiết với khái niệm hài hòa, là sự thống nhất biện chứng giữa các yếu tố tạo nên sự vật, mang lại cảm giác về sự thăng bằng, hoàn thiện và toàn vẹn.
- Nghệ thuật là một hình thái ý thức đặc thù của con người. Nghệ thuật không chỉ gắn liền với cái đẹp mà còn là nơi con người gửi gắm tâm sự, suy tưởng về cuộc đời. Chính vì vậy, nghệ thuật có nhiều chức năng khác nhau: giáo dục, nhận thức, thông báo, giao tiếp, giải trí, thẩm mĩ... Cái đẹp là một phương diện không thể thiếu được của nghệ thuật.